# Азалия-Парк (Флорида)
Азалия-Парк (англ. Azalea Park) — статистически обособленная местность, расположенная в округе Ориндж (штат Флорида, США) с населением в 11 073 человека по статистическим данным переписи 2000 года.

## География
По данным Бюро переписи населения США статистически обособленная местность Азалия-Парк имеет общую площадь в 8,29 квадратных километров, водных ресурсов в черте населённого пункта не имеется.
Статистически обособленная местность Азалия-Парк расположена на высоте 29 м над уровнем моря.

## Демография
| Год переписи        | Нас.  |  | %±    |
| ------------------- | ----- |  | ----- |
| 1970                | 7367  |  | —     |
| 1980                | 8301  |  | 12,7% |
| 1990                | 8926  |  | 7,5%  |
| 2000                | 11073 |  | 24,1% |
| 1970–2000 Источник: |       |  |       |

По данным переписи населения 2000 года в Азалия-Парк проживало 11 073 человека, 2695 семей, насчитывалось 3981 домашнее хозяйство и 4115 жилых домов. Средняя плотность населения составляла около 1335,71 человека на один квадратный километр. Расовый состав населённого пункта распределился следующим образом: 70,23 % белых, 6,75 % — чёрных или афроамериканцев, 0,50 % — коренных американцев, 3,60 % — азиатов, 0,07 % — выходцев с тихоокеанских островов, 4,30 % — представителей смешанных рас, 14,55 % — других народностей. Испаноговорящие составили 38,97 % от всех жителей статистически обособленной местности.
Из 3981 домашних хозяйств в 33,8 % воспитывали детей в возрасте до 18 лет, 45,1 % представляли собой совместно проживающие супружеские пары, в 16,3 % семей женщины проживали без мужей, 32,3 % не имели семей. 21,6 % от общего числа семей на момент переписи жили самостоятельно, при этом 5,8 % составили одинокие пожилые люди в возрасте 65 лет и старше. Средний размер домашнего хозяйства составил 2,77 человек, а средний размер семьи — 3,26 человек.
Население статистически обособленной местности по возрастному диапазону по данным переписи 2000 года распределилось следующим образом: 25,8 % — жители младше 18 лет, 13,5 % — между 18 и 24 годами, 32,8 % — от 25 до 44 лет, 17,6 % — от 45 до 64 лет и 10,3 % — в возрасте 65 лет и старше. Средний возраст жителей составил 31 год. На каждые 100 женщин в Азалия-Парк приходилось 97,2 мужчин, при этом на каждые сто женщин 18 лет и старше приходилось 94,4 мужчин также старше 18 лет.
Средний доход на одно домашнее хозяйство статистически обособленной местности составил 32 841 доллар США, а средний доход на одну семью — 40 057 долларов. При этом мужчины имели средний доход в 26 385 долларов США в год против 21 445 долларов среднегодового дохода у женщин. Доход на душу населения статистически обособленной местности составил 32 841 доллар в год. 8,9 % от всего числа семей в населённом пункте и 11,5 % от всей численности населения находилось на момент переписи населения за чертой бедности, при этом 12,6 % из них были моложе 18 лет и 8,4 % — в возрасте 65 лет и старше.